# Frederiksværk
Frederiksværk es una ciudad del norte de la isla de Selandia (Dinamarca) de 12.029 habitantes en 2014. Es la capital y mayor localidad del municipio de Halsnæs, en la parte noroccidental de la Región Capital. Está ubicada entre el lago Arresø y el fiordo de Roskilde.
Fundada en el siglo XVIII, Frederiksværk ha tenido durante toda su historia una vocación industrial, primero basada en la fabricación de armas para el Estado y desde el siglo XX en la siderurgia.

## Historia

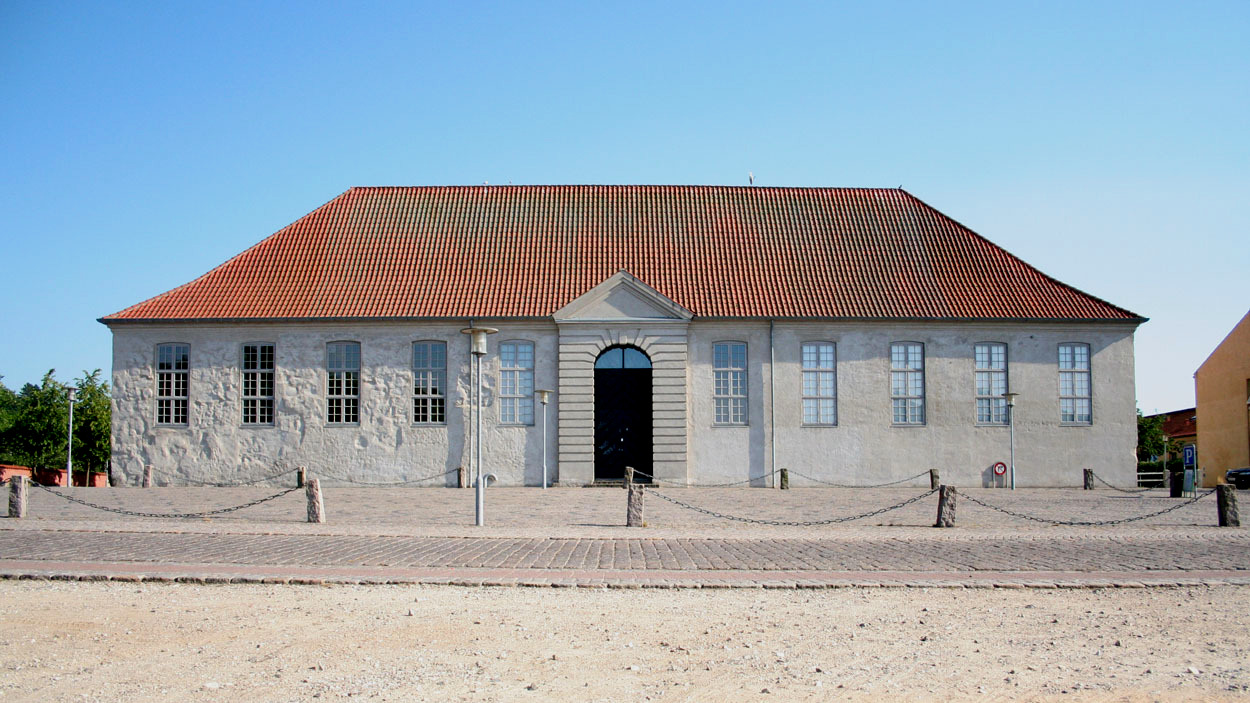
La antigua fundidora de cañones.

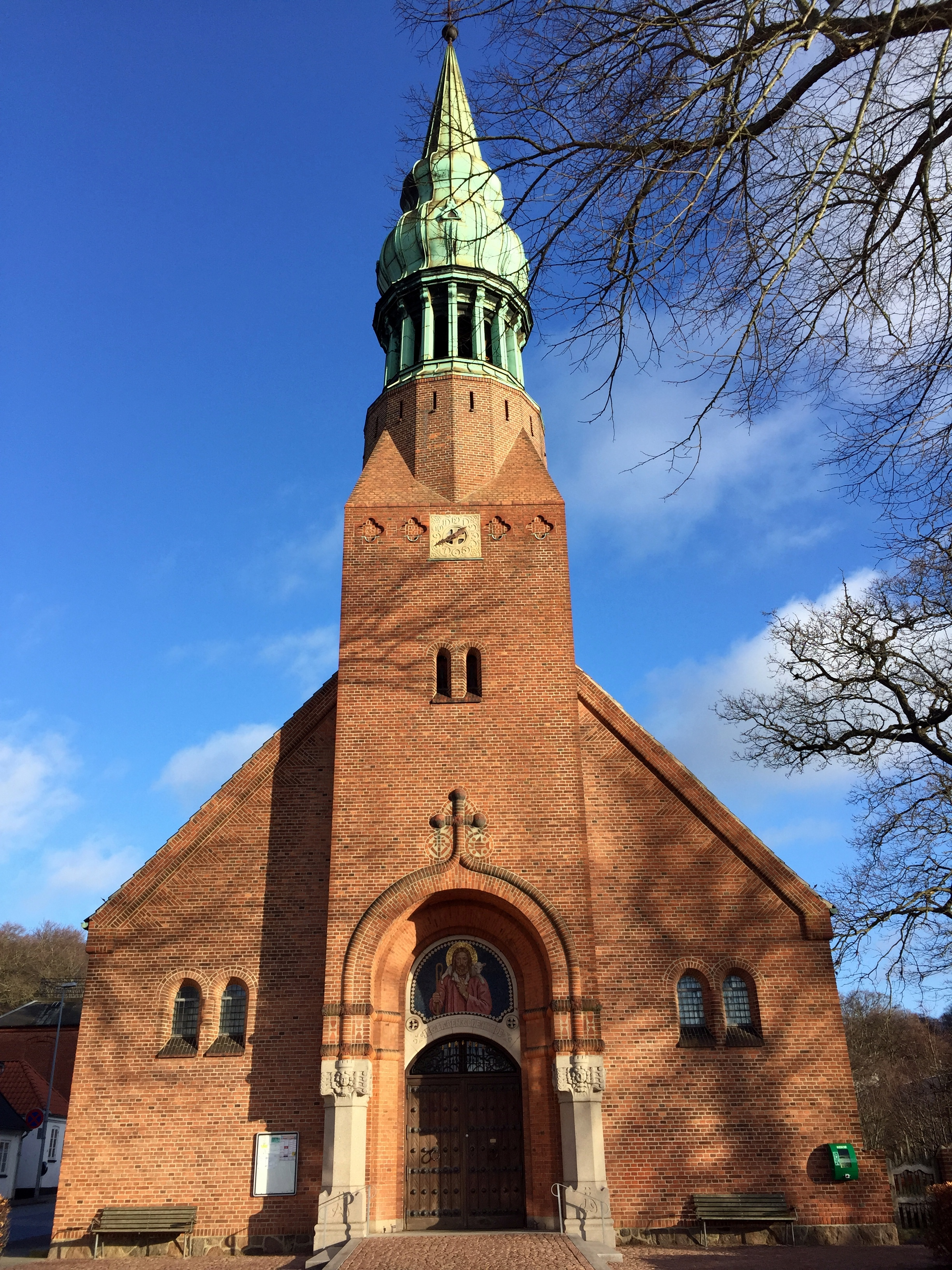
La iglesia de Federiksværk.

El área que hoy ocupa la ciudad estaba deshabitada a principios del siglo XVIII. Entre 1719 y 1720 el rey Federico IV mandó a construir un canal entre el lago Arresø y el fiordo de Roskilde con el fin de utilizar la energía hidráulica con fines industriales. En 1751 el francés Étienne Jandin de Peyrembert estableció en el lugar una fábrica de cañones, que cerraría pocos años después. Las instalaciones de la fábrica fueron usadas por Just Fabritius —miembro del consejo de estado de Federico V— y Johan Frederik Classen —consejero de la cancillería— para usarla como fábrica proveedora de armas al Estado. La nueva fábrica contaba con una fundidora de cañones, molino de pólvora y elaboración de otros materiales bélicos. Desde 1756 la fábrica fue conocida como Friderichs-Wærck (Fábrica de Federico) en honor de Federico V y el nombre se extendió a la localidad que surgió en torno a las instalaciones fabriles.
La fábrica de Federiksværk pronto se extendió y se convirtió en un gran complejo industrial, uno de los mayores de Dinamarca. Sin embargo, la población no despuntó al carecer de puerto. La fábrica quedó en manos del príncipe Carlos de Hesse en 1792, de Federico VI y su familia en 1804 y del Estado en 1846. En 1858 el Estado vendió las instalaciones, a excepción de la fábrica de pólvora, al empresario industrial Anker Heegaard.
La familia Heegaard construyó el puerto de Frederiksværk en 1862, lo que significó un impulso para la localidad, aunado al hecho de que ésta había recibido ciertos privilegios comerciales en 1850. Con el puerto inició la comunicación con Copenhague por medio de barcos de vapor. En 1891 se extendió el puerto y en 1897 se inauguró la conexión por ferrocarril con Hillerød. La segunda mitad del siglo XIX estuvo marcada por la fundición de acero y la producción de láminas de cobre, maquinaria y pólvora. En 1901 Frederiksværk recibió privilegios de ciudad comercial (købstad).
El detonante del crecimiento de la ciudad ocurrió entre las décadas de 1940 y 1970, gracias al establecimiento de una importante fábrica acerera en 1942, que multiplicó por diez los puestos de trabajo en la industria. Aparecieron edificios de departamentos y llegaron migrantes extranjeros en la década de 1960. Al mismo tiempo, la región circundante comenzó a experimentar un auge en el turismo veraniego.
Mientras la mayoría de las ciudades danesas empezaron a cambiar hacia el sector de servicios desde el último cuarto del siglo XX, Frederiksværk ha continuado con su vocación industrial. Esta dependencia hizo que la crisis de los años 1970 la afectara duramente, lo que produjo alto desempleo y un estancamiento demográfico. Desde la década de 1990 una parte de la población se emplea en otras localidades.